# Ducatul Varșoviei
Ducatul Varșoviei (Księstwo Warszawskie în limba poloneză, Duché de Varsovie în limba franceză, Herzogtum Warschau în limba germană) a fost un stat polonez înființat de Napoleon Bonaparte în 1807 pe teritoriul polonez cedat de Prusia conform Tratatului de la Tilsit. Ducatul rămânea în uniune personală cu Saxonia sub conducerea aliatului lui Napoleon, regele Frederic Augustus I. După eșecul invaziei napoleoniene în Rusia, ducatul a fost ocupat de trupele prusace și rusești până în 1815, când a fost împărțit între cele două țări la Congresul de la Viena.
Ducatul Varșoviei este deseori denumit incorect Marele Ducat al Varșoviei.

## Formarea ducatului
Teritoriul ducatului fusese eliberat în timpul unei revolte populare care se dezvoltase dintr-o răscoală împotriva recrutărilor din 1806. Una dintre primele sarcini ale noului guvern era de a asigura aprovizionarea cu alimente a armatei franceze care lupta împotriva rușilor în Prusia Răsăriteană. 

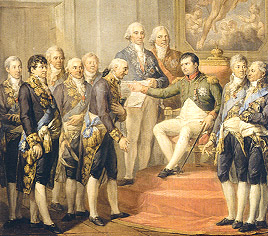
Napoleon acordând Ducatului noua constituție în 1807

Ducatul Varșoviei a fost creat de Napoleon Bonaparte, în baza unora dintre prevederile tratatului de la Tilsit cu Prusia. Crearea ducatului s-a bucurat de sprijinul atât al republicanilor din Polonia împărțită, cât și al marii diaspore poloneze din Franța, care îl ajuta în mod deschis pe Bonaparte ca pe singurul om capabil să restabilească independența Poloniei după împărțirile Poloniei din secolul al XVIII-lea. Deși a fost creat ca stat satelit, (și era doar ducat, nu regat), în acele timpuri se credea că națiunea poloneză va fi capabilă să-și recupereze fostul statut și eventual chiar și fostele frontiere.
Noul stat recreat era formal ducat independent aliat cu Franța, aflat în cadrul unei uniuni personale cu regatul Saxoniei. Regele Frederic Augustus I al Saxoniei a fost obligat de Napoleon să-și guverneze noul domeniu ca pe o monarhie constituțională, cu un parlament (Seimul). Totuși, ducatului nu i s-a permis niciodată să se dezvolte ca stat independent. Domnia lui Frederic Augustus a fost subordonată necesităților franceze (raison d'état), Franța tratând ducatul mai degrabă ca pe o sursă de aprovizionare. Cea mai importantă persoană din ducat era ambasadorul Franței, cu reședința în capitala Varșovia. De subliniat că ducatului nu i s-a permis să aibă propriile reprezentanțe diplomatice în străinătate.
În 1809, a izbucnit un război de scurtă durată cu Austria. Deși în bătălia de la Raszyn polonezii au fost înfrânți și austriecii au intrat în Varșovia, în cele din urmă polonezii au executat cu succes o manevră de învăluire a inamicului, reușind cucerirea orașelor Cracovia și Liov și a celei mai mari părți a regiunii anexate de Austria în timpul împărțirilor Poloniei. Tratatul care a pus capăt conflictului, tratatul de la Schönbrunn, a permis extinderea teritoriului ducatului în zonele sudice pe care le stăpânise odinioară Polonia. 

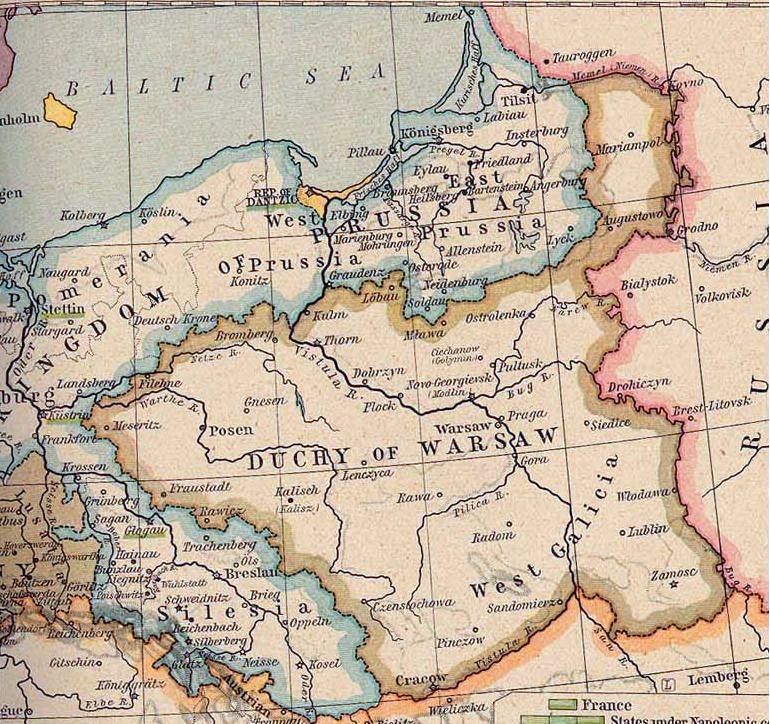
Harta Ducatului Varșoviei după 1809. Se vede și Orașul liber Danzig.

## Geografia și populația
Conform tratatului de la Tilsit, suprafața ducatului corespundea în mare cu regiunile care reveniseră Prusiei în timpul celei de-a două și a treia împărțiri a Poloniei, cu excepția portului Danzig (Gdańsk), care a fost proclamat oraș liber sub „protecția” franco-saxonă și a districtului Białystok, cedat Rusiei.
Ducatul avea o suprafață de aproximativ 104.000 km² și o populație de aproximativ 2.600.000 de supuși. Cea mai mare parte a populației era de origine etnică poloneză.
Ca urmare a anexărilor ulterioare a Galiției austriece și a zonelor orașelor Zamość și Cracovia, suprafața ducatului a crescut la aproximativ 155.000 km², iar populația a ajuns la 4.300.000 de oameni.

### Departamente
Ducatul a fost organizat administrativ-teritorial în departamente, fiecare purtând numele orașului de reședință. La început erau șase departamente;
- Departament warszawski (Departamentul Varșovia)
- Departament poznański (Departamentul Poznań)
- Departament kaliski (Departamentul Kalisz)
- Departament bydgoski (Departamentul Bydgoszcz)
- Departament płocki (Departamentul Płock)
- Departament łomżyński (Departamentul Łomża)

Teritoriul nou cucerit în 1809 a fost organizat în alte patru departamente:
- Departament krakowski (Departamentul Cracovia)
- Departament lubelski (Departamentul Lublin)
- Departament radomski (Departamentul Radom)
- Departament siedlecki (Departamentul Siedlce)

## Economia și armata
Forțele armate ale ducatului se aflau sub controlul total al francezilor prin ministrul de război, prințul Józef Poniatowski, care era și mareșal al Franței. Ducatul a fost puternic militarizat, cum avea vecini precum Prusia, Imperiul Austriac și Imperiul Rus, și a fost o bază de recrutare importantă în timpul campaniilor napoleoniene.
Armata regulată avea efective considerabile în raport cu numărul locuitorilor ducatului. La început, armata era formată din 45.000 de soldați (cavalerie și infanterie), pentru ca, până în 1810, numărul militarilor să crească la 100.000 de soldați și să ajungă în 1812, în momentul începerii invaziei napoleoniene în Rusia la aproape 200.000. Populația ducatului la acea vreme era de aproximativ 3 milioane de locuitori.
Secătuirea resurselor, recrutările forțate, pe fundalul prăbușirii exporturilor, au cauzat mari probleme economiei ducatului. Pentru a face lucrurile și mai dificile, Imperiul Francez a impus ducatului o înțelegere prin care trebuia să achite datoriile Prusiei către Franța. Datoriile de aproximativ 43 de milioane franci–aur au fost achiziționate la o cifră de aproximativ 21 de milioane de franci. Deși ducatul și-a plătit conștiincios ratele, polonezii nu au putut recupera banii de la prusaci, ceea ce a dus la inflație și regim fiscal excesiv.
Pentru a lupta împotriva amenințării prăbușirii finanțelor publice, autoritățile și-au intensificat măsurile pentru modernizarea agriculturii. Pentru protejarea industriei au fost luate măsuri protecționiste ferme.

## Sfârșitul ducatului

### Campania lui Napoleon în Rusia
Polonezii s-au așteptat în 1812 ca ducatul să fie înălțat la rangul de regat și, în timpul marșului lui Napoleon în Rusia, să fie unit cu teritoriile eliberate ale marelui Ducat al Lituaniei, partenerul istoric al Poloniei în Federația celor două națiuni. Dar Napoleon nu a dorit să ia decizii care să-i limiteze libertatea de mișcare înaintea unor aranjamente de pace cu Rusia.
Aceste aranjamente de pace nu aveau să mai existe. Marea Armată Napoleoniană, inclusiv numerosul contingent polonez, mobilizată cu gândul îngenuncherii Rusiei, a fost înfrântă nu neapărat de rezistența rusească cât mai ales de iarna rusească. Puțini francezi s-au mai întors din această campanie. Eșecul campaniei în Rusia a reprezentat o cotitură în desfășurarea războaielor napoleoniene.
După înfrângerea lui Napoleon în est, cea mai mare parte a Ducatului Varșoviei a fost ocupată de Rusia în ianuarie 1813, în timpul înaintării spre Franța. Restul ducatului a fost ocupat de Prusia. Deși mai multe fortărețe izolate au rezistat timp de un an, ducatul a încetat să existe de facto. Țarul Alexandru I a creat Înaltul Consiliu Provizoriu al Ducatului Varșoviei să conducă ținutul prin intermediul generalilor țariști.

### Congresul de la Viena și a patra împărțire a Poloniei
Deși la Congresul de la Viena din 1815 au fost prezenți șefii mai multor state și un număr de foști conducători de stat, procesul decizional a fost în mâinile principalelor puteri ale epocii. Rusia și Prusia au împărțit Polonia între ele, Austria rămânând cu ce căpătase la prima împărțire din 1772.
Rusia a păstrat tot ce câștigase până atunci, plus ținutul Białystok pe care-l obținuse în 1807.
Prusia a recăpătat ce avusese după prima partiție, dar pierduse în conflictele cu Ducatul Varșoviei în 1807. De asemenea, Prusia a recăpătat Marele Ducat al Posenului" (Poznań) și ceva din teritoriul pe care-l căpătase după a doua partiție și-l pierduse în 1807. Partea prusacă din această nouă împărțire măsura aproximativ 29.000 km².
Orașul Cracovia (Kraków), cu un teritoriu înconjurător, care fusese parte a Ducatului Varșoviei, a fost proclamat Orașul liber Cracovia, cu statut de semiindependență, sub „protecția” celor trei vecini puternici. Teritoriul măsura aproximativ 1.164 km², cu o populație în jur de 88.000 de oameni. Orașul a fost anexat de Austria în 1846.
În cele din urmă, ce a rămas din fostul Ducat al Varșoviei, aprox. 128.000 km², a fost reorganizat în ceea ce este cunoscut cu numele de „Regatul Polonez al Congresului”, aflat în uniune personală cu Imperiul Rus. Această nouă formațiune statală și-a menținut autonomia doar până în 1831, când a fost anexat fără drept de apel de statul rus.

### Moștenirea lăsată de Ducatul Varșoviei
Ducatul Varșoviei a fost doar unul dintre statele efemere care au fost înființate de Napoleon în timpul dominației franceze asupra Europei și care nu dispărut după înfrângerea împăratului. Totuși, înființarea sa la circa zece ani după a treia împărțire a Poloniei, care ștersese țara de pe harta politică a Europei, a dat noi speranțe patrioților care sperau să vadă renașterea națiunii poloneze. Chiar și după înfrângerea lui Napoleon, ducatul polonez a continuat să mai existe într-o formă sau alta, până când Rusia autocratică a reușit să elimine din nou orice formă de existență statală separată.
Când Republica Polonia a fost proclamată în urma încheierii primului război mondial, granițele sale inițiale erau similare cu cele ale Ducatului Varșoviei care-o precedase cu o sută de ani mai înainte.

## Ducatul VarșovieisauMarele Ducat al Varșoviei
Frecvent este folosită și denumirea eronată Marele Ducat al Varșoviei. Numele ducatului în limba franceză, limba diplomatică a epocii, era Duché de Varsovie, conform articolului 5 al Tratatului de la Tilsit, care prevedea înființarea ducatului, conform Convenției care stabilea uniunea personală cu Saxonia și conform cu articolul 1 al Actului Congresului de la Viena, care abolea existența ducatului.
De asemenea, constituția ducatului numește statul Herzogtum Warschau (în limba germană), iar monedele bătute în acea perioadă poartă inscripția în limba latină FRID•AVG•REX SAX•DVX VARSOV• (Fridericus Augustus, Rex Saxoniæ, Dux Varsoviae, Frederic Augustus, regele Saxoniei, ducele Varșoviei).